# CANDY (平井堅單曲)
《CANDY》，日本男歌手平井堅的第30張單曲。2009年9月23日發行。

## 概述
- 平井堅自《即使離別》睽違一年五個月的單曲。
- 收錄平井堅首次嘗試阿拉伯曲風樂曲《Furusa sai-da》。

## 收錄曲目
1. CANDY
  - 作詞：平井堅／作曲：櫻井大介／編曲：田中直
2. Furusa sai-da
  - 作詞：藤林聖子／作曲：平井堅、AKIRA／編曲：AKIRA
3. Do it!!
  - 作詞：平井堅、Fu Snoy／作曲：中野雅仁／編曲：中野雅仁
4. CANDY(less vocal)

## 外部連結
- Sony Music的作品介紹
  - 通常盤（页面存档备份，存于）